# Жуарис-Тавора (Параиба)
Жуарис-Тавора (порт. Juarez Távora)  —  муниципалитет в Бразилии, входит в штат Параиба. Составная часть мезорегиона Сельскохозяйственный район штата Параиба. Входит в экономико-статистический  микрорегион Итабаяна. Население составляет 6979 человек на 2006 год. Занимает площадь 82,593 км². Плотность населения — 84,5 чел./км².

## История
Город основан 16 июля 1959 года. 

## Статистика
- Валовой внутренний продукт на 2003 год составляет 13 594 988,00 реалов (данные: Бразильский институт географии и статистики).
- Валовой внутренний продукт на душу населения на 2003 год составляет 1934,95 реалов (данные: Бразильский институт географии и статистики).
- Индекс развития человеческого потенциала на 2000 год составляет 0,552 (данные: Программа развития ООН).